# Četvoro smelih
Četvoro smelih je epizoda serijala Mali rendžer (Kit Teler) obјavljena u Lunov magnus stripu br. 199. Epizoda je premijerno u bivšoj Jugoslaviji objavljena u maju 1976. godine. Koštala je 8 dinara (0,44 $; 1,1 DEM). Imala je 138 strana. Izdavač јe bio Dnevnik iz Novog Sada. Ovo je 2. deo duže epizode, koja se započela u prethodnoj svesci pod nazivom Dolina straha (LMS198). Naslovna stranica je reprodukcija Donatelijeve naslovnice za neku drugu epizodu epizodu. Autor nije poznat.

## Originalna epizoda
Epizoda je premijerno objavljena u Italiji u svesci #80. pod nazivom Terra bruciata! (Spržena zemlja), koja u izdanju Cepima u julu 1970. godine.  Koštala јe 200 lira (0,32 $; 1,27 DEM). Epizodu je nacrtao Franco Bignotti, a scenario napisao Andrea Lavezzolo. Zbog dužine, epizoda se nije završila u ovoj svesi (preneto je samo prvih 96 strana), već je ostatak štampan u svesci #81 pod nazivom Oro!.

## Reprize
U Italiji je ova epizoda reprizirana u okviru #40 edicije Edizioni If koja je izašla 14. septembra 2015. U Hrvatskoj je ova sveska objavljena 8. oktobra 2020. pod nazivom Slavni pothvat. Cena je bila 39,9 kuna, a u Srbiji se prodavala za 450 dinara (3,8 €). U Srbiji do sada epizode Kita Telera nisu reprizirane.

## Prethodna i naredna sveska Malog rendžera u LMS
Prethodna epzioda Malog rendžera nosi naziv Dolina straha (LSM198), a naredne Trenutak istine (LMS202).

## Galerija
- Mali rendžer #40 Slavni pothvat u kojoj je reprizirana ova epizoda u izdanju Ludensa 2020. Autor naslovnice: Massimo Rotundo, 2015.